# Monte Leone-Sankt Gotthard-Alpen (SOIUSA)
Nach einem Vorschlag zur Einteilung der Alpen nach Sergio Marazzi (SOIUSA) sind die Monte Leone-Sankt Gotthard-Alpen Untersektion 10.I der dortigen Lepontinischen Alpen. Der höchste Berg wäre der Monte Leone, der 3552 m ü. M. erreicht.
Sie befinden sich in Italien (Region Piemont) und Schweiz im (Kanton Wallis, Kanton Tessin, Kanton Uri und Kanton Graubünden).
Der Name kommt von seinen beiden wichtigsten Gebirgsgruppen Monte Leone und Gotthardmassiv.

## Grenzen
Sie grenzen:
- im Nordwesten an die Berner Alpen (Teil der Berner Alpen im weiteren Sinne), getrennt durch Goms und Rhone
- im Norden an die Urner Alpen (Teil der Berner Alpen im weiteren Sinne), begrenzt durch Furkapass, Garschen, Ursern und Furkareuss
- im Nordosten an die Urner-Glarner Alpen (Teil der Glarner Alpen im weiteren Sinne), getrennt durch Oberalpreuss, Oberalppass und Vorderrhein
- im Osten an die Adula-Alpen begrenzt durch das Val Medel, den Lukmanierpass, St. Maria-Tal und Blenio-Tal
- im Süden an die Tessiner und Verbanosee-Alpen getrennt (von West nach Ost) durch Antigorio-Tal, Formazza-Tal, San Giacomo-Pass, Bedretto-Tal und das Leventina-Tal
- im Südwesten an die Mischabel und Weissmies (Teil der Walliser Alpen), begrenzt durch  Taverbach, Simplonpass, Chrummbach, Gondoschlucht und Divedro-Tal

## Aufteilung
Es wird in 2 Supergruppen, 8 Gruppen unterschieden (in Klammern die Codes der SOIUSA)
- Monte Leone-Blinnenhorn-Kette (A)
  - Monte Leone-Gruppe (A.1)
  - Gruppe  Helsenhorn (A.2)
  - Gruppe  Cervandone-Valdeserta (A.3)
  - Gruppe  Ofenhorn (A.4)
  - Gruppe  Blinnenhorn-Rotentalhorn (A.5)

- Gotthardmassiv oder Rotondo-Centrale-Piz Bals-Kette (B)
  - Gruppe Gallina-Rotondo-Lucendro (B.6)
  - Gruppe Pizzo Centrale-Piz Blas (B.7)
  - Gruppe Sole (B.8)

## Wichtigste Gipfel
- Monte Leone – 3552 m
- Breithorn (Simplon) – 3438 m
- Blinnenhorn – 3374 m
- Helsenhorn – 3274 m
- Wasenhorn – 3246 m
- Ofenhorn – 3235 m
- Scherbadung – 3210 m
- Bortelhorn – 3195 m
- Pizzo Rotondo – 3192 m
- Hübschhorn – 3192 m
- Hillehorn – 3181 m
- Schwarzhorn (Lepontinische Alpen) – 3108 m
- Witenwasserenstock – 3084 m
- Chüebodenhorn – 3070 m
- Piz Blas – 3023 m
- Monte Giove – 3009 m
- Pizzo Centrale – 3003 m
- Punta Gallina – 2999 m
- Bättlihorn – 2992 m
- Punta di Valrossa – 2968 m
- Pizzo Lucendro – 2963 m
- Pizzo Diei – 2906 m
- Monte Cistella – 2880 m
- Pizzo Sole – 2773 m
- Pizzo Molare – 2558 m
- Monte Cazzola – 2330 m